# Jeremy Chinn
Jeremy Chinn (* 26. Februar 1998 in Fishers, Indiana) ist ein US-amerikanischer American-Football-Spieler auf der Position des Outside Linebackers und des Free Safeties. Aktuell spielt er für die Las Vegas Raiders in der National Football League (NFL).

## Frühe Jahre
Chinn ist der Neffe des ehemaligen Safeties Steve Atwater, der für die Denver Broncos und die New York Jets spielte und seit 2020 Mitglied der Pro Football Hall of Fame ist. Chinn wuchs in seiner Geburtsstadt auf und besuchte die dortige Fishers High School. Für das Footballteam der Schule war er als Defensive Back und als Runningback aktiv. Nach guten Leistungen in der Highschool erhielt er ein Stipendium von der Southern Illinois University Carbondale, für die er von 2016 bis 2019 als Cornerback und Safety spielte. Er spielte in insgesamt 38 Spielen, davon 29 als Starter, und verzeichnete 243 Tackles, 13 Interceptions und einen Sack.

## NFL

### Carolina Panthers
Im NFL Draft 2020 wurde Chinn in der 2. Runde an 64. Stelle von den Carolina Panthers ausgewählt. Direkt in seiner ersten Saison wurde er von Cheftrainer Matt Rhule zum Starter ernannt, sein Debüt gab er am 13. September 2020 bei der 30:34-Niederlage gegen die Las Vegas Raiders. Am 6. Spieltag fing er bei der 16:23-Niederlage gegen die Chicago Bears seine erste Interception von Quarterback Nick Foles. Für seine guten Leistungen erhielt er die Auszeichnung „Defensive Rookie of the Month“ des Monats Oktober. Am 12. Spieltag im Spiel gegen die Minnesota Vikings konnte Chinn gleich seine ersten beiden Touchdowns erzielen. Beide Male konnte er gefumblete Bälle der Gegner erlangen und diese in die gegnerische Endzone zum Touchdown bringen, das eine Mal von Quarterback Kirk Cousins, das andere Mal von Runningback Dalvin Cook. Außerdem konnte Chinn in dem Spiel 13 Tackles verzeichnen, bis dato sein Höchstwert. Nichtsdestotrotz verloren die Panthers das Spiel mit 27:28. Chinn erhielt erneut die Auszeichnung des „Defensive Rookie of the Month“, diesmal des Monats November. Insgesamt kam er in seiner ersten Saison in 15 Spielen zum Einsatz, stand immer in der Startformation und war somit ein wichtiger Bestandteil der Defense der Carolina Panthers. Aufgrund seiner konstant guten Leistungen wurde er ins PFWA All-Rookie Team der Saison 2020 gewählt.
Auch in der Saison 2021 blieb Chinn fester Stammspieler in der Defense der Panthers. Gerade in der zweiten Saisonhälfte konnte er mit guten Leistungen überzeugen. Am 11. Spieltag konnte er bei der 21:27-Niederlage gegen das Washington Football Team insgesamt 13 Tackles verzeichnen, bis dato seine Karrierehöchstleistung. Dies konnte er am 14. Spieltag bei der 21:29-Niederlage gegen die Atlanta Falcons noch einmal wiederholen. Am folgenden Spieltag gelang ihm bei der 14:31-Niederlage gegen die Buffalo Bills die zweite Interception seiner Karriere, diesmal von Quarterback Josh Allen. Am 17. Spieltag konnte er bei der 10:18-Niederlage gegen die New Orleans Saints deren Quarterback Taysom Hill einmal sacken. Das Saisonfinale am folgenden Spieltag verpasste er jedoch verletzungsbedingt. So kam er in insgesamt 16 der 17 Saisonspielen zum Einsatz und war stets Starter seiner Mannschaft. In seinen beiden ersten Saisons bei den Panthers konnte er jeweils die meisten Tackles in seinem Team verzeichnen.
Am 3. Spieltag der Saison 2022 konnte Chinn beim 22:14-Sieg gegen die New Orleans Saints acht Tackles sowie einen Sack an Quarterback Jameis Winston verzeichnen. Bei der 16:26-Niederlage gegen die Arizona Cardinals zog sich Chinn jedoch eine Oberschenkelmuskelverletzung zu, wegen der er einige Spiele ausfiel und auf die Injured Reserve List gesetzt wurde. Sein Comeback gab er schließlich bei der 3:13-Niederlage gegen die Baltimore Ravens am 11. Spieltag. Am 15. Spieltag gelangen Chinn bei der 16:24-Niederlage gegen die Pittsburgh Steelers insgesamt 14 Tackles, bis dato seine Bestleistung an Tackles pro Spiel. Obwohl er sechs Spiele verletzungsbedingt verpasste, stand Chinn am Saisonende bei insgesamt 70 Tackles, die viertmeisten seiner Mannschaft.
Auch in die Saison 2023 startete Chinn als Stammspieler in der Defense der Panthers. Am 4. Spieltag konnte er bei der 13:21-Niederlage gegen die Minnesota Vikings einen Sack an Kirk Cousins verzeichnen. Im Oktober zog er sich jedoch eine Oberschenkelmuskelverletzung zu, wegen der er mehrere Wochen ausfiel, im Dezember gab er allerdings sein Comeback. Seine feste Rolle als Starter konnte er jedoch nach seiner Verletzung nicht zurückerlangen. So war die Saison 2023 mit lediglich 30 Tackles seine statistisch schwächste. Nach Saisonende wurde Chinn ein Free Agent. 

### Washington Commanders
Im März 2024 unterschrieb Chinn einen Einjahresvertrag im Wert von bis zu 5,1 Millionen US-Dollar bei den Washington Commanders. Bei den Commanders etablierte er sich als Stammspieler und startete in allen 17 Spielen der Regular Season. Seine 73 Solotackles bedeuteten teamintern den zweitbesten Wert
hinter Pro Bowler Bobby Wagner. So trug er seinen Teil dazu bei, dass sein Franchise nach einem überraschenden Sieg über die hochfavorisierten Detroit Lions – hier steuerte Chinn eine Interception zu dem Erfolg bei – erstmals seit 33 Jahren das NFC Championship Game erreichte, das allerdings mit 23:55 gegen den späteren Super-Bowl-Sieger Philadelphia Eagles verloren wurde.  Auch in den drei Play-off-Spielen lief Chinn als Starter auf das Spielfeld.
Am 15. März 2025 unterzeichnete er einen Zweijahresvertrag über 16,3 Millionen US-Dollar mit einem zusätzlichen Signing Bonus von 4 Millionen US-Dollar bei den Las Vegas Raiders.

## Karrierestatistiken
| Legende | Legende            |
| ------- | ------------------ |
| Fett    | Karrierehöchstwert |

| Saison                             | Team             | Spiele | Spiele      | Tackles | Tackles | Tackles | Tackles | Interceptions | Interceptions | Interceptions | Interceptions | Interceptions | Interceptions | Fumbles | Fumbles | Fumbles |
| Saison                             | Team             | Spiele | als Starter | Gesamt  | Solo    | Assist  | Sacks   | PD            | Int           | Yards         | Avg           | Lang          | TD            | FF      | FR      | TD      |
| ---------------------------------- | ---------------- | ------ | ----------- | ------- | ------- | ------- | ------- | ------------- | ------------- | ------------- | ------------- | ------------- | ------------- | ------- | ------- | ------- |
| 2020                               | Panthers         | 15     | 15          | 116     | 67      | 49      | 1,0     | 5             | 1             | 0             | 0,0           | 0             | 0             | 2       | 2       | 2       |
| 2021                               | Panthers         | 16     | 16          | 107     | 75      | 32      | 1,0     | 5             | 1             | 0             | 0,0           | 0             | 0             | 1       | 1       | 0       |
| 2022                               | Panthers         | 11     | 11          | 70      | 51      | 19      | 1,0     | 6             | 0             | 0             | 0,0           | 0             | 0             | 0       | 0       | 0       |
| 2023                               | Panthers         | 12     | 8           | 30      | 18      | 12      | 1,0     | 1             | 0             | 0             | 0,0           | 0             | 0             | 0       | 0       | 0       |
| 2024                               | Commanders       | 17     | 17          | 117     | 73      | 44      | 2,0     | 5             | 1             | 0             | 0,0           | 0             | 0             | 1       | 2       | 0       |
| gesamte Karriere                   | gesamte Karriere | 71     | 67          | 441     | 285     | 156     | 6,0     | 22            | 3             | 0             | 0,0           | 0             | 0             | 4       | 5       | 2       |
| Quelle: pro-football-reference.com |                  |        |             |         |         |         |         |               |               |               |               |               |               |         |         |         |